# Gynoplistia (Gynoplistia) leptacantha
Gynoplistia (Gynoplistia) leptacantha is een tweevleugelige uit de familie steltmuggen (Limoniidae). De soort komt voor in het Australaziatisch gebied.